# Romario Holloway
Romario Holloway (* 7. April 2005) ist ein deutscher Basketballspieler.

## Werdegang
Holloway spielte in der Jugend des TV Hofheim. Später war er in Frankfurt am Main Schüler der Carl-von-Weinberg-Schule und spielte für den Nachwuchs der Skyliners Frankfurt.
2022 wechselte er nach Braunschweig, wurde fortan bei den Basketball Löwen Braunschweig und bei der SG Braunschweig gefördert. Neben Einsätzen im Jugendbereich sammelte Holloway im Erwachsenenbasketball zunächst Spielpraxis bei der SG Braunschweig in der 1. Regionalliga. Im Herbst 2024 kamen erste Spiele für die Basketball Löwen im europäischen Vereinswettbewerb FIBA Europe Cup hinzu.